# Mars 96

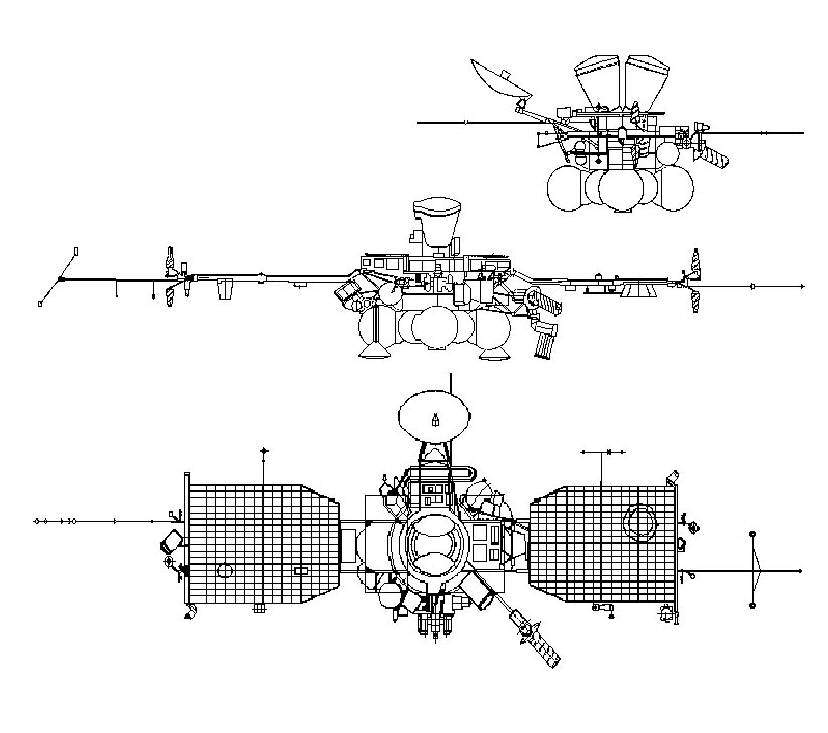
Vệ tinh Mars 96

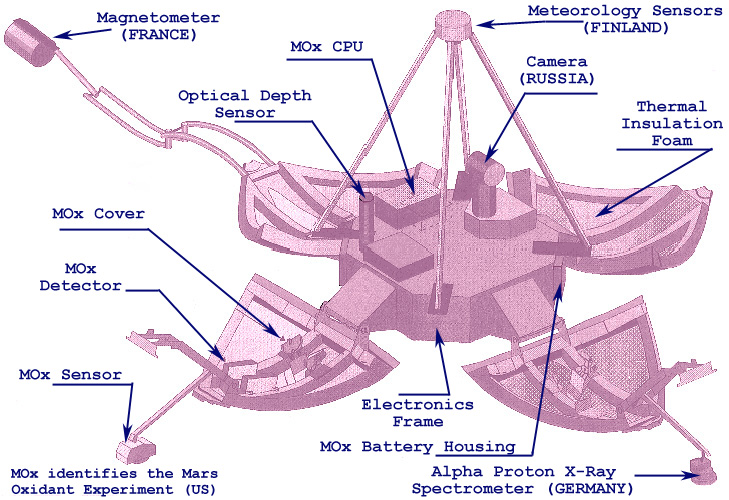
Trạm mặt đất Mars 96

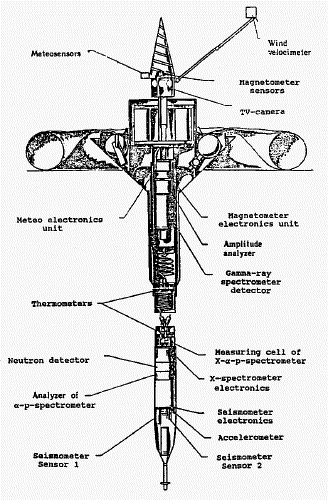
Đầu dò xuyên đất Mars 96

Mars 96 là một tàu vũ trụ với mục đích thám hiểm Sao Hỏa được phóng vào năm 1996 bởi Nga. Đây là một dự án rất tham vọng, với mục đích khám phá khí quyển, bề mặt và lòng đất của Sao Hỏa; là tàu vũ trụ nặng nhất để thám hiểm các hành tinh đã từng được phóng. Tàu vũ trụ này được thiết kế dựa trên các tàu Phobos đã được phóng đến Sao Hỏa năm 1988. Các thiết kế của tàu Phobos có nhiều lỗi và đã được chỉnh sửa với Mars 96. Tuy nhiên tàu Mars 96 cuối cùng cũng đã không được phóng thành công.

## Thiết kế
Mars 96 được thiết kế để đưa đến Sao Hỏa một vệ tinh nhân tạo, 2 trạm khoa học tự động trên bề mặt, và 2 máy thăm dò xuyên sâu vào lòng Sao Hỏa. Các module này chứa rất nhiều máy đo khoa học, cung cấp bởi Pháp, Đức, và các nước Châu Âu khác (một số thiết bị này đã được phóng lại thành công trên tàu Mars Express, năm 2003).
Mars 96 đã được dự định đến Sao Hỏa vào ngày 12 tháng 9 năm 1997, khoảng 10 tháng sau khi phóng, theo một quỹ đạo bay trực tiếp. Các trạm mặt đất sẽ tự rời tàu để đáp xuống bề mặt khoảng 4 đến 5 ngày trước khi tàu đến Sao Hỏa. Khi đến nơi, tàu sẽ cần khoảng 3 ngày để điều chỉnh quỹ đạo, trở thành vệ tinh của Sao Hỏa. Hai đầu dò xuyên lòng đất sẽ được phóng từ vệ tinh trong vòng một tháng sau đó. Quỹ đạo vệ tinh được dự tính là có chu kỳ 14,77 giờ, với cận điểm quỹ đạo khoảng 300 km.
Khối lượng trong không gian:
- Khối lượng không tính nhiên liệu: 3159 kg
- Khối lượng khi đầy nhiên liệu: 6180 kg

## Lịch trình
Dự án Mars 96 được khởi động từ năm 1989. Mọi chuẩn bị đã hoàn tất vào giữa năm 1996. Tàu Mars 96 được phóng tại Baikonur, Nga, ngày 16 tháng 11 năm 1996 vào 20:48:53 UTC. Sau khi phóng, tàu đã đi vào quỹ đạo bay quanh Trái Đất, nhưng đã không đi vào quỹ đạo hướng đến Sao Hỏa và sau đó đã rơi trở lại khí quyển Trái Đất vào khoảng từ 00:45 đến 01:30 UT ngày 17 tháng 11 năm 1996 rồi đâm xuống một vùng biển rộng chừng 320 km nhân 80 km ở Thái Bình Dương, gần Chilê và Bolivia.
Nguyên nhân là tầng tên lửa Proton thứ 4, "Block D", đã không được bật cháy lần thứ hai, vì lý do chưa biết. Tàu Mars 96 tự động rời tên lửa theo một chương trình đã định trước và tự động bật tên lửa của nó, với ý định hướng đến Sao Hỏa. Nhưng do Block D không cháy như dự định, tàu Mars 96 bị lái mình về khí quyển Trái Đất và nhanh chóng hết nhiên liệu sau khi quay một vòng quanh Trái Đất. Block D sau đó cũng được bật cháy nhưng đã quá muộn.
Một số báo chí thời đó lan truyền về khả năng một khối Plutoni trong máy phát điện sẽ rơi vào Trái Đất cùng tàu Mars 96, tuy nhiên sự nguy hiểm đã không xảy ra.

## Mục đích khoa học
Mục đích khoa học chính của dự án Mars 96 là nghiên cứu sự tiến hóa của khí quyển, bề mặt, và lòng đất Sao Hỏa, sử dụng một hệ thống các máy đo bao quát toàn bộ Sao Hỏa của vệ tinh, hai trạm mặt đất và 2 đầu dò xuyên lòng đất. Trong hành trình bay từ Trái Đất đến Sao Hỏa, tàu còn dự định thực hiện thêm các quan sát thiên văn. Các câu hỏi khoa học cần được trả lời bởi Mars 96 là:
1. Bề mặt: đo đạc vẽ bản đồ chi tiết bề mặt Sao Hỏa; vẽ bản đồ địa chất và khoáng sản; xác định thành phần hóa học của đất; nghiên cứu các lớp đá và cấu trúc sâu bên dưới.
2. Khí quyển: nghiên cứu khí hậu Sao Hỏa;  tỷ lệ thành phần các khí như H2O, CO, O3...; phân bố và sự thay đổi theo thời gian của các khí này; tìm vùng đất có độ ẩm cao; thu thập dữ liệu nhiệt độ tại mọi điểm trong khí quyển của Sao Hỏa; thay đổi áp suất theo thời gian và không gian; nghiên cứu khí quyển gần núi lửa; nghiên cứu bụi khí quyển; nghiên cứu tầng điện ly.
3. Cấu trúc lòng đất: độ dày của thạch quyển; từ trường Sao Hỏa; các dòng nhiệt; tìm núi lửa còn hoạt động; nghiên cứu địa chấn.
4. Plasma: đo đường sức từ trường; phân bố mật độ các ion; phân bố plasma trong không gian giữa Trái Đất và Sao Hỏa (trên hành trình); đo sóng plasma; cấu trúc từ quyển.
5. Thiên văn: định vị các điểm phát tia gamma mạnh trong vũ trụ; quan trắc vị trí sao và Mặt Trời.